# Oenoni
Oenoni is een bestuurslaag in het regentschap Kupang van de provincie Oost-Nusa Tenggara, Indonesië. Oenoni telt 1312 inwoners (volkstelling 2010).